# 대한민국의 금융기관 목록
이 문서는 대한민국의 금융기관 목록이다. 괄호 안의 숫자는 금융결제원이 정한 금융기관 코드이다.

## 은행

### 중앙은행
- 한국은행 (001)[1]

### 시중은행
- KB국민은행(KB금융그룹 계열) (004)
- 우리은행(우리금융그룹 계열) (020)
- SC제일은행 (023)
- 한국씨티은행 (027)[1]
- iM뱅크(iM금융그룹 계열) (031)
- 하나은행(하나금융그룹 계열) (081)
- 신한은행(신한금융지주 계열) (088)

#### 인터넷전문은행
- 케이뱅크(KT 계열) (089)
- 카카오뱅크(카카오 계열) (090)
- 토스뱅크(비바리퍼블리카 계열) (092)

### 국책은행
- 한국산업은행 (002)
- 중소기업은행 (003)
- 한국수출입은행 (008)[1]

### 특수은행
- 수협은행 (007)
- NH농협은행(NH농협금융지주 계열) (011)

### 지방은행
- 부산은행(BNK금융그룹 계열) (032)
- 경남은행(BNK금융그룹 계열) (039)
- 광주은행(JB금융지주 계열) (034)
- 전북은행(JB금융지주 계열) (037)
- 제주은행(신한금융지주 계열) (035)

### 외국 은행의 한국지점
- 모건 스탠리 (052)
- 도이체방크 (055)
- JP모건 체이스 (057)
- 미즈호은행 (058)
- 미쓰비시UFJ은행 (059)
- 뱅크 오브 아메리카 (060)
- BNP파리바 (061)
- 중국공상은행 (062)
- 중국은행 (063)
- 중국교통은행 (066)
- 중국건설은행 (067)
- ANZ은행
- DBS은행
- 미쓰이스미토모은행
- 소시에테 제네랄

## 카드사
| 발급사           | 브랜드                                                 | 비고 |
| ---------------- | ------------------------------------------------------ | --- |
| KB국민카드 (381) | VISA, 마스터카드, JCB, 아멕스, Unionpay                | 카카오뱅크 체크카드는 국민카드의 전산을 이용한다.                                                               |
| 신한카드 (366)   | VISA, 마스터카드, JCB, 아멕스, Unionpay                | 기존 LG카드의 전산 시스템을 그대로 활용하고 있다.                                                               |
| 하나카드 (044)   | VISA, 마스터카드, JCB, 아멕스, Unionpay                | 기존 외환카드의 전산 시스템을 그대로 활용하고 있다. 토스뱅크 체크카드의 경우 하나카드의 전산 시스템을 이용한다. |
| 롯데카드 (368)   | VISA, 마스터카드, JCB, 아멕스, Unionpay                | |
| BC카드 (361)     | VISA, 마스터카드, JCB, 아멕스, Unionpay, 다이너스 클럽 | 한국씨티은행 및 우리카드, NH농협카드의 경우, BC카드의 전산 시스템을 공유하고 있다.                              |
| NH농협카드 (371) | VISA, 마스터카드, JCB, Unionpay                        | 자사 브랜드인 '채움'의 경우, KB국민카드의 전산 시스템을 공유하고 있다.                                          |
| 삼성카드 (365)   | VISA, 마스터카드, 아멕스, Unionpay                     | |
| 현대카드 (367)   | VISA, 마스터카드, 아멕스, Unionpay                     | 체크카드의 경우 전상품 연회비가 부과된다.                                                                       |

## 저축기관(상호저축은행과 산림조합은 해외결제 불가)

### 상호금융기관
- 회원수협 (007)
- 농협 (012)
- 산림조합 (064)

### 서민금융기관
- 새마을금고 (045)
- 신협 (048)

### 비은행 금융기관
- 우정사업본부(우체국) (071)

## 상호저축은행(050)
상호저축은행중앙회에 등록된 저축은행의 목록.
- 고려저축은행
- 국제저축은행
- 금화저축은행
- 남양저축은행
- 다올저축은행
- 대명저축은행
- 대백저축은행
- 대신저축은행
- 대아저축은행
- 대원저축은행
- 대한저축은행
- 더블저축은행
- 더케이저축은행
- 동양저축은행
- 동원제일저축은행
- 드림저축은행
- 라온저축은행
- 머스트삼일저축은행
- 모아저축은행
- 민국저축은행
- 바로저축은행
- 부림저축은행
- 삼정저축은행
- 삼호저축은행
- 상상인저축은행
- 상상인플러스저축은행
- 세람저축은행
- 센트럴저축은행
- 솔브레인저축은행
- 스마트저축은행
- 스카이저축은행
- 스타저축은행
- 신한저축은행
- 아산저축은행
- 안국저축은행
- 안양저축은행
- 애큐온저축은행
- 영진저축은행
- 예가람저축은행
- 오성저축은행
- 오투저축은행
- 우리저축은행
- 우리금융저축은행
- 웰컴저축은행
- 유니온저축은행
- 유안타저축은행
- 융창저축은행
- 인성저축은행
- 인천저축은행
- 조은저축은행
- 조흥저축은행
- 진주저축은행
- 참저축은행
- 청주저축은행
- 키움저축은행
- 키움YES저축은행
- 페퍼저축은행
- 평택저축은행
- 푸른저축은행
- 하나저축은행
- 한국투자저축은행
- 한성저축은행
- 한화저축은행
- 흥국저축은행
- BNK저축은행
- CK저축은행
- DB저축은행
- DH저축은행
- HB저축은행
- IBK저축은행
- JT저축은행
- JT친애저축은행
- KB저축은행
- MS저축은행
- NH저축은행
- OK저축은행
- OSB저축은행
- SBI저축은행
- SNT저축은행

## 금융투자회사(종합증권사)
- 유안타증권 (209)
- KB증권 (218)
- IBK투자증권 (225)
- 미래에셋증권 (238)
- 삼성증권 (240)
- 한국투자증권 (243)
- NH투자증권 (247)
- 교보증권 (261)
- iM증권 (262)
- 현대차증권 (263)
- 키움증권 (264)
- LS증권(265)
- SK증권 (266)
- 대신증권 (267)
- 한화투자증권 (269)
- 하나증권 (270)
- 토스증권 (271)
- 넥스트증권 (277)
- 신한투자증권 (278)
- DB증권 (279)
- 유진투자증권 (280)
- 메리츠증권 (287)
- 부국증권 (290)
- 신영증권 (291)
- 케이프투자증권 (292)
- 우리투자증권 (294)

## 같이 보기
- 제로페이
- 페이코
- Toss
- 네이버페이
- 카카오페이
- Apple Pay
- 삼성 페이
- LG 페이
- 대한민국의 신용카드사 목록